# Elayadi Barbes
Elayadi Barbes, anciennement Roussia est une commune de la wilaya de Mila en Algérie.

## Géographie

### Localisation
La commune de Elayadi Barbes est localisée dans le nord-ouest de la wilaya de Mila à 12 km à l'ouest de Ferdjioua par le CW5. Le point culminant est le Djebel El Halfa à 1 155 m. Elle est bordée à l'est par l'oued Bousselah, l'oued Lahbib à l'ouest et traversée par l'oued El Kebir.
|                                   | Tassadane Haddada  | Ferdjioua          |
| Ain Sebt (Sétif), Maaouia (Sétif) | Elayadi Barbes     | Ferdjioua          |
| Djemila (Sétif)                   | Aïn Beida Harriche | Aïn Beida Harriche |

### Lieux dits et hameaux
La commune est composée de 17 mechetas, en plus du village chef-lieu il compte deux agglomérations secondaires, Mechtat Ayad, Aïn Defla et la station thermale de Ouled Achour (Hammam Bouakaz).
Hameaux : Mechtat Ouindar, Mechtat Louz, Mechtat Arb Chaaba, Bordj Romane, Ouled Redjam, Benzerka, Mechtat Chouf, Mechtat Ouled Tag

## Histoire
Connu sous le nom de Douar Roussia, faisant partie de la commune mixte de Fedj M'Zala, elle devient une commune en 1984 sous le nom d'Elayadi Barbes.

## Démographie
Elayadi Barbes voit sa population décroitre continuellement depuis le recensement de 1977 où elle comptait près de 12 000 habitants
| 1884  | 1892  | 1897  | 1902  | 1928  | 1987  | 1998  | 2008  |
| ----- | ----- | ----- | ----- | ----- | ----- | ----- | ----- |
| 1 648 | 4 112 | 3 638 | 3 826 | 4 391 | 7 672 | 7 198 | 6 459 |

## Économie
L'activité principale a toujours été l'élevage d'ovins, le douar a été le premier de la région à bénéficier d'un marché à bestiaux en 1905. La principale ressource de la commune vient de l'exploitation du Hammam Bouakaz situé sur la RN77A, au bord de l'oued Bousselah.

## Patrimoine
Chaque année au mois de mai est organisée une zerda autour du cheikh (sidi) Hadjazi.

## Administration
| Période | Période | Identité           | Étiquette | Qualité |
| ------- | ------- | ------------------ | --------- | ------- |
| 2002    | 2007    | Abdelmadjid Ayad   |           |         |
| 2007    | 2012    | Kamel Had Messaoud | RND       |         |

## Services publics
ELayadi Berbes dispose de 12 écoles mais 10 seulement sont ouvertes, un CEM